# Golice
Golice (Servisch: Голице) is een plaats in de Servische gemeente Novi Pazar. De plaats telt 64 inwoners (2002).